# Taraba
Cet article concerne le genre d’oiseau. Pour l’État nigérien, voir État de Taraba.
Cet article court présente un sujet plus développé dans : Grand Batara.
Genre
Taraba est un genre monotypique de passereaux de la famille des Thamnophilidés, originaire d'Amérique du Sud.

## Liste des espèces
Selon la classification de référence du Congrès ornithologique international (version 6.4, 2016) :
- Taraba major — Grand Batara (Vieillot, 1816)
  - Taraba major melanocrissus (Sclater, PL, 1860)
  - Taraba major obscurus Zimmer, JT, 1933
  - Taraba major transandeanus (Sclater, PL, 1855)
  - Taraba major granadensis (Cabanis, 1872)
  - Taraba major semifasciatus (Cabanis, 1872)
  - Taraba major duidae Chapman, 1929
  - Taraba major melanurus (Sclater, PL, 1855)
  - Taraba major borbae (Pelzeln, 1868)
  - Taraba major stagurus (Lichtenstein, MHK, 1823)
  - Taraba major major (Vieillot, 1816)